# 定善寺 (明石市)
定善寺（じょうぜんじ）は、兵庫県明石市大久保町江井島にある浄土宗の寺院。本尊は阿弥陀如来。

## 歴史
天平(てんぴょう)年間（729年 - 748年）、行基(ぎょうき)の開基と伝えられている。
また、境内には井戸があり、酒造りにも使われていた。周辺にある太陽酒造や大和酒造は、令和6年現在も酒造りを続けている。

## 所在地
- 兵庫県明石市大久保町江井島503－1

## 交通アクセス
- 山陽電鉄江井ヶ島駅から徒歩約15分

## 周辺
- 明石市立江井島小学校
- 山陽電鉄江井ヶ島駅
- 江井ヶ島港
- 住吉神社 (大久保町)
- 長楽寺 (明石市)
- 太陽酒造(株)
- 赤根川 (兵庫県)